# Ethelwynn Trewavas
Ethelwynn Trewavas (5 novembre 1900 – 16 agosto 1993) è stata un'ittiologa britannica del Museo di Storia Naturale di Londra.
È nota per il suo lavoro sulle famiglie Cichlidae e Sciaenidae. Ha lavorato insieme a Charles Tate Regan, un altro ittiologo e tassonomo.
Conseguì il Bachelor's degree e il Board of Education Certificate in Teaching nel 1921 all'Università di Reading, e in seguito lavorò come insegnante, prima di ottenere un impiego al Queen Elizabeth College come assistente di laboratorio part-time, dedicando la maggior parte del suo tempo alla ricerca. Incontrò Regan, e ne divenne assistente finché fu assunta dal Museo come Assistente Curatore nel 1935. Fu nominata Vice Curatore di Zoologia nel 1958, e si ritirò dal lavoro nel 1961.
È stata ricercatore capo nella Sezione Ittiologica del Museo di Storia Naturale di Londra per quasi 50 anni, ed era nota a livello internazionale come un'autorità su molte diverse specie di pesci. Era maggiormente nota per il suo lavoro di descrizione dei ciclidi africani dei laghi della Rift Valley, ma ha prodotto estese pubblicazioni su svariate altre specie.
Un esempio dell'influenza che Regan ebbe su Trewavas è il fatto che delle 13 categorie di generi dei pesci mbuna del Lago Malawi finora individuate, due sono attribuite a Regan e sei a Trewavas. Dei 41 generi di Haplochromis nel lago, cinque sono state descritte da Regan e 27 da Trewavas, da sola o in collaborazione con David Eccles.
Negli ultimi anni della sua vita Trewavas è stata mentore del noto ricercatore Ad Konings, che ha proseguito e approfondito molti dei suoi campi di ricerca. Quando la sua vista divenne troppo debole, insistette affinché egli accettasse il suo microscopio stereoscopico come un regalo simbolico, affinché continuasse il lavoro di lei sui ciclidi africani.

## Onorificenze
Trewavas ha ricevuto la Medaglia Linneana della Linnean Society of London nel 1968, ed è stata nominata Socio (honoris causa) della società nel 1991. È stata altresì eletta Membro Onorario Straniero della American Society of Ichthyologists and Herpetologists nel 1946, e ha ricevuto un riconoscimento onorario di Doctor of Science dall'Università di Stirling nel 1986.

## Specie zoologiche che prendono nome da Ethelwynn Trewavas
Molti colleghi ittiologi hanno omaggiato Trewavas dando il suo nome a nuove specie scoperte. Anche durante la sua vita, furono di più le specie che ricevettero il nome specifico trewavasae ("di Trewavas") o ethelwynnae ("di Ethelwynn") che quelle chiamate col nome di altri ricercatori, cosa che dimostra chiaramente la grande importanza dei suoi contributi all'ittiologia:
- Eustomias trewavasae Norman, 1930
- Glyptothorax trewavasae Hora, 1938
- Petrochromis trewavasae Poll, 1948
- Symphurus trewavasae Chabanaud, 1948
- Garra trewavasai Monod, 1950
- Labeotropheus trewavasae Fryer, 1956
- Garra ethelwynnae Menon, 1958
- Neolebias trewavasae Poll & Gosse, 1963
- Atrobucca trewavasae Talwar & Sathirajan, 1975
- Protosciaena trewavasae (Chao & Miller, 1975)
- Linophryne trewavasae Bertelsen, 1978
- Gobiocichla ethelwynnae Roberts, 1982
- Phenacostethus trewavasae Parenti, 1986
- Aulonocara ethelwynnae Meyer, Riehl & Zetzsche, 1987
- Tylochromis trewavasae Stiassny, 1989
- Triplophysa trewavasae Mirza & Ahmad, 1990
- Johnius trewavasae Sasaki, 1992
- Rhynchoconger trewavasae Ben-Tuvia, 1993
- Trewavasia carinata Davis, 1887

La memoria dei suoi contributi alla scienza è rimasta dopo la sua morte. Nomi di specie dati come riconoscimento postumo sono, fino al 2009:
- Copadichromis trewavasae Konings, 1999
- Etia Schliewen & Stiassny, 2003
- Placidochromis trewavasae Hanssens, 2004

## Pubblicazioni (lista parziale)
- 1983: Tilapiine Fishes of the Genera "Sarotherodon", "Oreochromis" and "Danakilia" . 583 pages. London: British Museum (Natural History) ISBN 0-565-00878-1